# Мейсонтаун (Пенсільванія)
Мейсонтаун (англ. Masontown) — місто (англ. borough) в США, в окрузі Файєтт штату Пенсільванія. Населення — 3276 осіб (2020).

## Географія
Мейсонтаун розташований за координатами 39°51′4″ пн. ш. 79°54′21″ зх. д. / 39.85111° пн. ш. 79.90583° зх. д. (39.851040, -79.905828).  За даними Бюро перепису населення США в 2010 році місто мало площу 4,00 км², з яких 3,91 км² — суходіл та 0,08 км² — водойми.

## Демографія
Згідно з переписом 2010 року, у селищі мешкало 3450 осіб у 1421 домогосподарстві у складі 938 родин. Густота населення становила 863 особи/км².  Було 1572 помешкання (393/км²).
Расовий склад населення:
| - 91,5 % — білих - 5,4 % — чорних або афроамериканців - 0,4 % — азіатів - 0,2 % — корінних американців |

До двох чи більше рас належало 2,2 %. Частка іспаномовних становила 0,9 % від усіх жителів.
За віковим діапазоном населення розподілялося таким чином: 21,9 % — особи молодші 18 років, 60,0 % — особи у віці 18—64 років, 18,1 % — особи у віці 65 років та старші. Медіана віку мешканця становила 41,6 року. На 100 осіб жіночої статі у селищі припадало 89,5 чоловіків;  на 100 жінок у віці від 18 років та старших — 82,8 чоловіків також старших 18 років.
Середній дохід на одне домашнє господарство  становив 47 209 доларів США (медіана — 31 318), а середній дохід на одну сім'ю — 53 619 доларів (медіана — 41 771). Медіана доходів становила 41 536 доларів для чоловіків та 28 289 доларів для жінок. За межею бідності перебувало 32,4 % осіб, у тому числі 49,5 % дітей у віці до 18 років та 20,6 % осіб у віці 65 років та старших.
Цивільне працевлаштоване населення становило 1203 особи. Основні галузі зайнятості: освіта, охорона здоров'я та соціальна допомога — 25,3 %, сільське господарство, лісництво, риболовля — 18,0 %, роздрібна торгівля — 17,4 %.